# ستايسي داش
ستايسي لوريتا داش (مواليد 20 يناير 1967 برونكس، نيويورك) ممثلة أمريكية، لعبت داش دور ديون ماري دافنبورت في فيلم روائي طويل كلوليس عام 1995 ومسلسلها التلفزيوني الذي يحمل نفس الاسم، كما ظهرت في أفلام الانتقال وعصر النهضة والمنظر من الأعلى. تتضمن الأعمال التلفزيونية الأخرى التي قام بها داش مظاهر في سلسلة سي إس آي: التحقيق في موقع الجريمة وسيدات عازبات وبرنامج تلفزيون الواقع سيرك المشاهير. ظهرت أيضًا في مقاطع فيديو موسيقية لأغنية "Emotional" لكارل توماس وكاني ويست "All Falls Down".

## نشأتها
وُلدت ستايسي داش في حي برونكس بمدينة نيويورك، وهو من أصل أفريقي أمريكي ومكسيكي. هي ابنة دينيس داش وليندا داش . لدى ستايسي داش زوج أم ، سيسيل هولمز ، وشقيقه الأصغر ، دارين داش ، وهو مؤسس دي.أم.أي انتراكتيف، أول شركة مواقع إلكترونية عامة من أصول إفريقية يقودها الأمريكيون. ابن عمها الأول هو دامون داش ، الرئيس التنفيذي السابق والمؤسس المشارك لشركة تسجيلات روك-أ-فيلا. التحقت بمدرسة باراموس الثانوية وتخرجت عام 1985.

## السياسة
صوتت داش لصالح باراك أوباما في الانتخابات الرئاسية الأمريكية 2008. حولت انتمائها الحزبي من الديمقراطي إلى الجمهوري عام 2012، وأيدت المرشح الرئاسي الجمهوري ميت رومني.
منذ انتخابات 2012 أعربت داش علنًا عن آرائها السياسية. انتقدت رحلة الفنانين الموسيقيين جاي زي وبيونسيه إلى كوبا. في عام 2016، فيما يتعلق بالنقاش الدائر حول استخدام الحمامات الخاصة بنوع الجنس، قالت إن حقوق المتحولين جنسيًا "تنتهك [حقوقها]". دعم داش المرشح الجمهوري دونالد ترامب في الانتخابات الرئاسية 2016.
في 26 فبراير 2018، تقدم داش للترشح في منطقة الكونجرس الرابعة والأربعين في كاليفورنيا في انتخابات الكونجرس 2018 باعتباره جمهوريًا. عند انضمامها إلى السباق، قالت داش إنها تريد "تحرير الناس من أغلال عقلية المزرعة". انسحبت داش من سباق الكونجرس في 30 مارس 2018. في 11 مارس 2021 صرحت داش في مقابلة مع ديلي ميل خلال فترة الرئاسية لرئيس جو بايدن، "كوني مؤيدة لترامب وضعني في نوع من الصندوق الذي لا أنتمي إليه. ولكنه لم يعد الرئيس الان، سأعطي الرئيس الذي لدينا الآن فرصة".
ناقشت ستايسي داش علنًا تجربتها في الشعور بأنها مدرجة في القائمة السوداء في هوليوود بسبب معتقداتها السياسية ودعمها الصريح للحزب المحافظ.

## روابط خارجية
- ستايسي داش على موقع IMDb (الإنجليزية)
- ستايسي داش على موقع ألو سيني (الفرنسية)
- ستايسي داش على موقع أول موفي (الإنجليزية)
- ستايسي داش على موقع قاعدة بيانات الأفلام السويدية (السويدية)
- ستايسي داش على موقع إن إن دي بي (الإنجليزية)
- ستايسي داش على موقع قاعدة بيانات الفيلم (الإنجليزية)
- ستايسي داش على موقع كينوبويسك (الروسية)